# Coupe de la fédération soviétique de football 1989
Navigation
Édition 1988 Édition 1990
La Coupe de la fédération soviétique 1989 est la 4e édition de la Coupe de la fédération soviétique de football. Elle se déroule entre le 26 février et le 5 novembre 1989 et ne concerne que les participants à la première division 1989.
La finale se joue le 5 novembre 1989 au stade Meteor de Dniepropetrovsk et voit la victoire du Dniepr Dniepropetrovsk, qui remporte la compétition pour la deuxième fois aux dépens du Dinamo Minsk.

## Format
Les seuls participants à la compétition sont les seize équipes de la première division 1989.
La compétition démarre par une phase de groupes, durant laquelle les participants sont répartis en quatre groupes de quatre où il s'affrontent à deux reprises. À l'issue de ces matchs, les deux premiers de chaque groupe se qualifient pour la phase finale à l'issue de laquelle le vainqueur de la compétition est désigné.
Durant la phase finale, en cas d'égalité à l'issue du temps réglementaire d'une rencontre, une prolongation est jouée. Si celle-ci ne suffit pas à départager les deux équipes, le vainqueur est désigné à l'issue d'une séance de tirs au but.

## Phase de groupes
L'intégralité de la phase de groupes prend place entre le 26 février et le 30 mai 1989. L'attribution des points suit le barème des championnats soviétiques, une victoire rapportant deux points, un match nul un seul et une défaite aucun.

### Groupe A
| Rang | Équipe                 | Pts | J | G | N | P | Bp | Bc | Diff |  | Résultats (▼ dom., ► ext.) | DNI | ROT | ARA | ZEN |
| ---- | ---------------------- | --- | - | - | - | - | -- | -- | ---- |  | -------------------------- | --- | --- | --- | --- |
| 1    | Dniepr Dniepropetrovsk | 8   | 6 | 4 | 0 | 2 | 7  | 4  | +3   |  | Dniepr Dniepropetrovsk     |     | 2-1 | 2-0 | 1-0 |
| 2    | Rotor Volgograd        | 7   | 6 | 3 | 1 | 2 | 9  | 6  | +3   |  | Rotor Volgograd            | 1-0 |     | 5-0 | 2-1 |
| 3    | Ararat Erevan          | 6   | 6 | 3 | 0 | 3 | 7  | 11 | -4   |  | Ararat Erevan              | 1-0 | 3-0 |     | 2-1 |
| 4    | Zénith Léningrad       | 3   | 6 | 1 | 1 | 4 | 6  | 8  | -2   |  | Zénith Léningrad           | 1-2 | 0-0 | 3-1 |     |

### Groupe B
| Rang | Équipe           | Pts | J | G | N | P | Bp | Bc | Diff |  | Résultats (▼ dom., ► ext.) | DIN | TOR | SPA | LOK |
| ---- | ---------------- | --- | - | - | - | - | -- | -- | ---- |  | -------------------------- | --- | --- | --- | --- |
| 1    | Dinamo Moscou    | 9   | 6 | 4 | 1 | 1 | 14 | 8  | +6   |  | Dinamo Moscou              |     | 4-1 | 0-1 | 3-1 |
| 2    | Torpedo Moscou   | 8   | 6 | 4 | 0 | 2 | 13 | 8  | +5   |  | Torpedo Moscou             | 1-2 |     | 3-0 | 4-1 |
| 3    | Spartak Moscou   | 7   | 6 | 3 | 1 | 2 | 8  | 9  | -1   |  | Spartak Moscou             | 2-2 | 1-2 |     | 2-1 |
| 4    | Lokomotiv Moscou | 0   | 6 | 0 | 0 | 6 | 6  | 16 | -10  |  | Lokomotiv Moscou           | 2-3 | 0-2 | 1-2 |     |

### Groupe C
| Rang | Équipe               | Pts | J | G | N | P | Bp | Bc | Diff |  | Résultats (▼ dom., ► ext.) | CHA | TCH | MET | DIN |
| ---- | -------------------- | --- | - | - | - | - | -- | -- | ---- |  | -------------------------- | --- | --- | --- | --- |
| 1    | Chakhtior Donetsk    | 11  | 6 | 5 | 1 | 0 | 13 | 2  | +11  |  | Chakhtior Donetsk          |     | 1-0 | 6-0 | 1-0 |
| 2    | Tchernomorets Odessa | 7   | 6 | 3 | 1 | 2 | 8  | 3  | +5   |  | Tchernomorets Odessa       | 0-2 |     | 4-0 | 3-0 |
| 3    | Metallist Kharkov    | 3   | 6 | 1 | 1 | 4 | 2  | 13 | -11  |  | Metallist Kharkov          | 1-2 | 0-1 |     | 0-0 |
| 4    | Dinamo Kiev          | 3   | 6 | 0 | 3 | 3 | 1  | 6  | -5   |  | Dinamo Kiev                | 1-1 | 0-0 | 0-1 |     |

### Groupe D
| Rang | Équipe           | Pts | J | G | N | P | Bp | Bc | Diff |  | Résultats (▼ dom., ► ext.) | DMI | PAM | ŽAL | DTI |
| ---- | ---------------- | --- | - | - | - | - | -- | -- | ---- |  | -------------------------- | --- | --- | --- | --- |
| 1    | Dinamo Minsk     | 11  | 6 | 5 | 1 | 0 | 14 | 5  | +9   |  | Dinamo Minsk               |     | 1-0 | 4-2 | 3-0 |
| 2    | Pamir Douchanbé  | 5   | 6 | 2 | 1 | 3 | 6  | 7  | -1   |  | Pamir Douchanbé            | 2-2 |     | 3-0 | 1-0 |
| 3    | Žalgiris Vilnius | 4   | 6 | 2 | 0 | 4 | 9  | 11 | -2   |  | Žalgiris Vilnius           | 1-3 | 3-0 |     | 3-0 |
| 4    | Dinamo Tbilissi  | 4   | 6 | 2 | 0 | 4 | 2  | 8  | -6   |  | Dinamo Tbilissi            | 0-1 | 1-0 | 1-0 |     |

## Phase finale

### Quarts de finale
Les rencontres de ce tour sont jouées les 4 et 5 septembre 1989.
| Date             | Domicile               | Score | Extérieur            |
| ---------------- | ---------------------- | ----- | -------------------- |
| 4 septembre 1989 | Dniepr Dniepropetrovsk | 2 - 0 | Torpedo Moscou       |
| 4 septembre 1989 | Dinamo Moscou          | 3 - 1 | Rotor Volgograd      |
| 4 septembre 1989 | Dinamo Minsk           | 2 - 1 | Tchernomorets Odessa |
| 5 septembre 1989 | Chakhtior Donetsk      | 2 - 1 | Pamir Douchanbé      |

### Demi-finales
Les rencontres de ce tour sont jouées le 6 octobre 1989.
| Date           | Domicile               | Score    | Extérieur         |
| -------------- | ---------------------- | -------- | ----------------- |
| 6 octobre 1989 | Dniepr Dniepropetrovsk | 1 - 0    | Chakhtior Donetsk |
| 6 octobre 1989 | Dinamo Minsk           | 2 - 1 ap | Dinamo Moscou     |

### Finale
| Titulaires :                |                             |     |
|                             |                             |     |
|                             | Sergueï Krakovski           |     |
|                             | Andreï Ioudine (en)         |     |
|                             | Vladimir Gerachtchenko (en) |     |
|                             | Andreï Sidelnikov (en)      |     |
|                             | Iouri Koulich (en)          |     |
|                             | Nikolaï Koudritski (en)     |     |
|                             | Vladimir Bagmout (en)       |     |
|                             | Alekseï Tcherednik          | 28e |
|                             | Eduard Son (en)             |     |
|                             | Valentin Moskvine (en)      | 69e |
|                             | Ievgueni Chakhov            | 46e |
|                             |                             |     |
| Remplaçants :               |                             |     |
|                             | Piotr Bouts (en)            | 28e |
|                             | Vladimir Liouty             | 49e |
|                             | Aleksandr Tchervony (en)    | 69e |
|                             |                             |     |
| Entraîneur :                |                             |     |
| Ievgueni Koutcherevski (en) |                             |     |

| Titulaires :    |                            |     |
|                 |                            |     |
|                 | Andreï Satsounkevitch (en) |     |
|                 | Pavel Rodnionov (en)       |     |
|                 | Aleksandr Lukhvich         |     |
|                 | Sergueï Chiroki (en)       | 55e |
|                 | Sergueï Pavlioutchouk (ru) |     |
|                 | Andreï Zygmantovitch       |     |
|                 | Sergueï Rassikhine         |     |
|                 | Viktor Sokol               | 63e |
|                 | Sergueï Gerasimets         |     |
|                 | Igor Gourinovitch          | 55e |
|                 | Mikhaïl Markhel (en)       |     |
|                 |                            |     |
| Remplaçants :   |                            |     |
|                 | Erik Iakhimovitch (en)     | 55e |
|                 | Sergueï Domachevitch       | 55e |
|                 | Aleksandr Taïkov (en)      | 63e |
|                 |                            |     |
| Entraîneur :    |                            |     |
| Eduard Malofeev |                            |     |

| Titulaires :                |                             |     |
|                             |                             |     |
|                             | Sergueï Krakovski           |     |
|                             | Andreï Ioudine (en)         |     |
|                             | Vladimir Gerachtchenko (en) |     |
|                             | Andreï Sidelnikov (en)      |     |
|                             | Iouri Koulich (en)          |     |
|                             | Nikolaï Koudritski (en)     |     |
|                             | Vladimir Bagmout (en)       |     |
|                             | Alekseï Tcherednik          | 28e |
|                             | Eduard Son (en)             |     |
|                             | Valentin Moskvine (en)      | 69e |
|                             | Ievgueni Chakhov            | 46e |
|                             |                             |     |
| Remplaçants :               |                             |     |
|                             | Piotr Bouts (en)            | 28e |
|                             | Vladimir Liouty             | 49e |
|                             | Aleksandr Tchervony (en)    | 69e |
|                             |                             |     |
| Entraîneur :                |                             |     |
| Ievgueni Koutcherevski (en) |                             |     |

| Titulaires :    |                            |     |
|                 |                            |     |
|                 | Andreï Satsounkevitch (en) |     |
|                 | Pavel Rodnionov (en)       |     |
|                 | Aleksandr Lukhvich         |     |
|                 | Sergueï Chiroki (en)       | 55e |
|                 | Sergueï Pavlioutchouk (ru) |     |
|                 | Andreï Zygmantovitch       |     |
|                 | Sergueï Rassikhine         |     |
|                 | Viktor Sokol               | 63e |
|                 | Sergueï Gerasimets         |     |
|                 | Igor Gourinovitch          | 55e |
|                 | Mikhaïl Markhel (en)       |     |
|                 |                            |     |
| Remplaçants :   |                            |     |
|                 | Erik Iakhimovitch (en)     | 55e |
|                 | Sergueï Domachevitch       | 55e |
|                 | Aleksandr Taïkov (en)      | 63e |
|                 |                            |     |
| Entraîneur :    |                            |     |
| Eduard Malofeev |                            |     |